# Saint-Wandrille-Rançon
Saint-Wandrille-Rançon is een plaats en voormalige gemeente in het Franse departement Seine-Maritime in de regio Normandië en telt 1172 inwoners (1999). Op 1 januari 2016 fuseerde de gemeente met Caudebec-en-Caux en Villequier tot de huidige gemeente Rives-en-Seine. Deze gemeente maakt deel uit van het arrondissement Rouen.
Het dorp is vooral bekend vanwege de Abdij van Saint-Wandrille.

## Geografie
De oppervlakte van Saint-Wandrille-Rançon bedraagt 18,0 km², de bevolkingsdichtheid is 65,1 inwoners per km².
De onderstaande kaart toont de ligging van Saint-Wandrille-Rançon met de belangrijkste infrastructuur en aangrenzende gemeenten.

## Demografie
Onderstaande figuur toont het verloop van het inwonertal (bron: INSEE-tellingen).